# 폭파 낚시
폭파 낚시(爆破-)는 폭발물을 이용하여 물고기를 잡는 낚시의 일종이다. 물고기를 잡기 위해 그물이나 낚싯대 혹은 통발 등의 어구를 준비하고 시간과 노력을 투자할 필요 없이, 폭발의 충격파로 죽거나 기절해 수면으로 떠오른 물고기들을 손쉽게 건져내기만 하면 된다는 점에서 사용되곤 했다.
물고기들이 사는 환경을 제공해 주는 산호가 파괴되고, 고성능 폭약일 경우 아예 작은 호수를 완전히 갈아엎거나 폭발력으로 인해 물이 사방으로 퍼져서 물이 다 없어져 버리는 경우도 있는 등 수중 생태계를 크게 해치기 때문에 많은 나라에서 유해어법(d:Q5265417)이 불법으로 지정되어 있다. 또한 낚시꾼 자신도 폭발물을 잘못 다루어 죽거나 다칠 우려가 있다.
폭파 낚시는 동남아시아에 널리 퍼져 있으며, 에게해와 아프리카 연안해역에서도 성행하고 있다. 폭파 낚시에 관한 기록이 잘 남아있는 필리핀의 경우, 그 역사가 1차 세계대전까지 거슬러 올라가며, 1999년 기준으로, 필리핀 어업인구의 12%에 해당하는 약 7만명이 폭파 낚시법으로 고기를 잡는다는 보고가 있다.
인도에서 이루어진 폭파 낚시의 모습.

준비
폭파
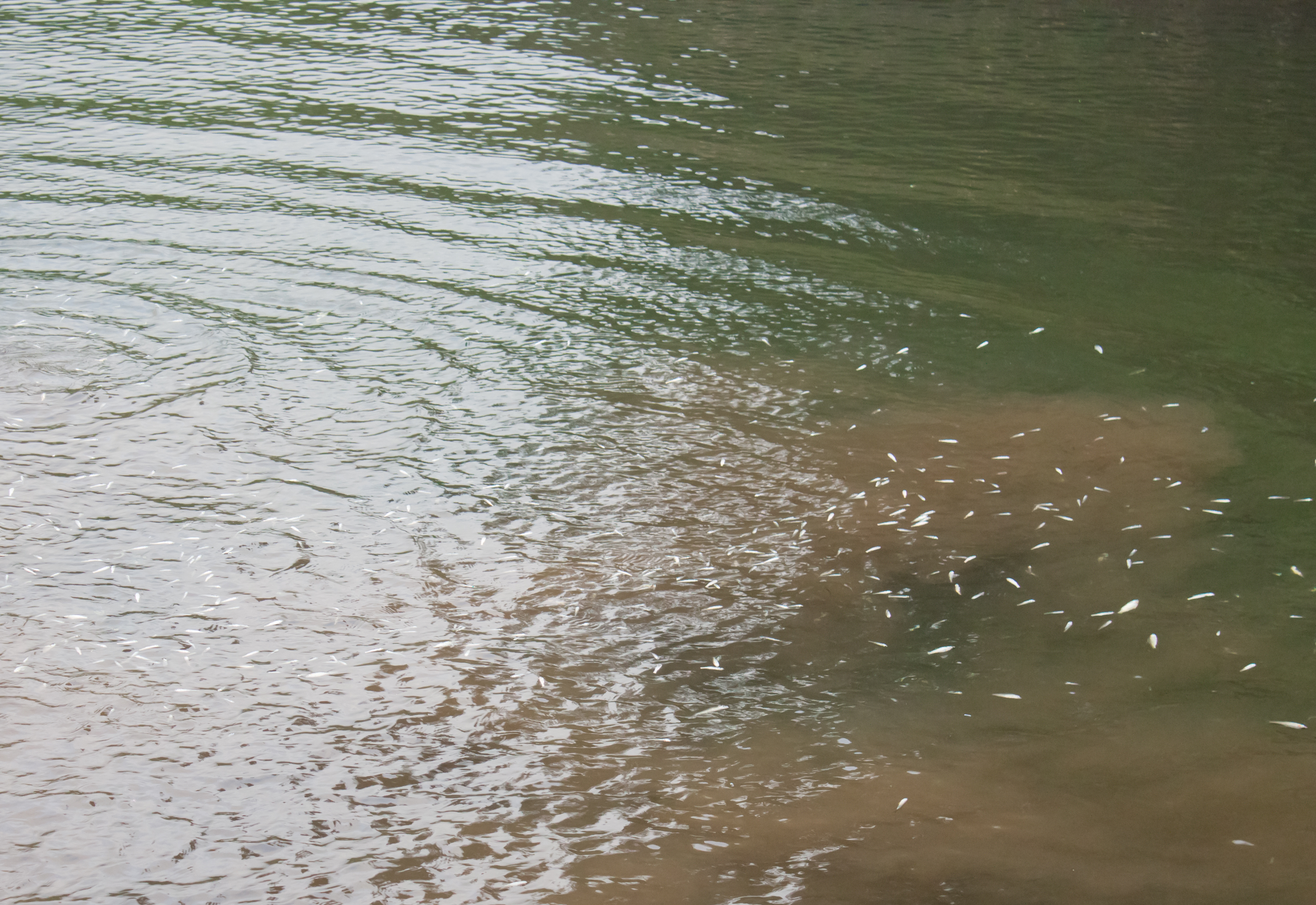
폭파 이후